# Dușevo, Gabrovo
Dușevo (în bulgară Душево) este un sat în comuna Sevlievo, regiunea Gabrovo,  Bulgaria. 

## Demografie
Componența etnică a satului Dușevo
     Turci (3,6%)
     Bulgari (71,87%)
     Romi (1,2%)
     Nicio identificare (12,48%)
     Altele (10,82%)
La recensământul din 2011, populația satului Dușevo era de 665 locuitori. Din punct de vedere etnic, majoritatea locuitorilor (71,87%) erau bulgari, existând și minorități de turci (3,6%) și romi (1,2%). Pentru 12,48% din locuitori nu este cunoscută apartenența etnică.